# Tini (álbum)
Tini es el primer álbum de estudio de la cantante argentina Tini con su nombre de pila, que también incluye música de la película Tini: El gran cambio de Violetta. Fue lanzado el 29 de abril de 2016 a través de Hollywood Records. El primer sencillo «Born to Shine», fue lanzado el 25 de marzo de 2016. El álbum recibió certificación de Oro en Argentina.

## Antecedentes y lanzamiento
Debido al suceso mundial de la serie de televisión Violetta de Disney Channel, el 21 de agosto de 2015, se reveló que Stoessel había firmado un contrato con la discográfica Hollywood Records para comenzar a trabajar en su primer álbum debut. Después de la conclusión de la gira musical Violetta Live y de la última temporada de la serie, Stoessel viajó a Los Ángeles para grabar su álbum con productores y compositores en un periodo de tres meses, de enero a marzo de 2016.
El 17 de junio de 2016, fue lanzada una versión del álbum para España que contenía las canciones en español de los dos discos y una canción adicional, una versión bilingüe en español e inglés de «Siempre brillarás». El 14 de octubre de 2016, fue lanzada una versión de lujo del álbum que contenía canciones del primer disco y dos canciones adicionales, las versiones en español de las respectivas canciones «Great Escape» y «Got Me Started», «Yo me escaparé» (que ya había sido lanzada como sencillo anteriormente) y «Ya no hay nadie que nos pare» junto a Sebastián Yatra.

## Promoción
El vídeo musical para el primer sencillo del álbum, «Siempre brillarás», fue lanzado el 25 de marzo de 2016. La versión en inglés, «Born to Shine», fue lanzada dos semanas después, en el 8 de abril de 2016. El 22 de abril de 2016, una semana antes del lanzamiento del álbum, el vídeo de la canción «Light Your Heart», realizado por el cantor mexicano Jorge Blanco, fue liberado. El 29 de abril de 2016, en el día del lanzamiento del álbum, también fue lanzado el vídeo de la canción «Yo te amo a ti», realizada por Stoessel y Jorge Blanco. El vídeo del sencillo «Losing the Love» fue lanzado el 6 de mayo de 2016. El 8 de julio de 2016, fue lanzado el vídeo de la canción «Great Escape». El 8 de diciembre de 2016 se lanzó el video de la canción «Got Me Started» y el 20 de enero de 2017, fue lanzado el video de la versión en español que cuenta con la aparición de Sebastián Yatra. El 4 de mayo de 2017, fue lanzado el video de la canción «Si tú te vas».

### Gira musical
Got Me Started Tour comenzó el 18 de marzo de 2017, en el Palacio Vistalegre en Madrid, y terminó el 21 de octubre de 2017 en la Plaza de la Música en Córdoba, sin embargo el 15 de enero de 2018 hubo una última presentación especialmente para el ciclo de cultura AcercArte de Mar del Plata.

## Lista de canciones
| Edición estándar |                                                      |          |  |
| N.º              | Título                                               | Duración |  |
| 1.               | «All You Gotta Do»                                   | 3:22     |  |
| 2.               | «Great Escape»                                       | 4:07     |  |
| 3.               | «Still Standing»                                     | 3:20     |  |
| 4.               | «Got Me Started»                                     | 3:31     |  |
| 5.               | «My Stupid Heart»                                    | 3:38     |  |
| 6.               | «Don't Cry for Me»                                   | 4:02     |  |
| 7.               | «Finders Keepers»                                    | 3:12     |  |
| 8.               | «Handwritten»                                        | 3:55     |  |
| 9.               | «Sólo dime tú»                                       | 3:22     |  |
| 10.              | «Sigo adelante»                                      | 3:20     |  |
| 11.              | «Si tú te vas»                                       | 3:38     |  |
| 12.              | «Lo que tu alma escribe»                             | 3:55     |  |
| 13.              | «Yo me escaparé»                                     | 4:07     |  |
| 14.              | «Ya no hay nadie que nos pare» (con Sebastián Yatra) | 3:31     |  |
| 51:00            |                                                      |          |  |

| Edición de lujo (CD 1) |                          |                                                                                                |          |  |
| N.º                    | Título                   | Escritor(es)                                                                                   | Duración |  |
| 1.                     | «All You Gotta Do»       | Haley Reinhart, Justin Johnson, Candy Shields, James Wong                                      | 3:22     |  |
| 2.                     | «Great Escape»           | Marcus Lomax, Stefan Johnson, Jennifer Decilveo, Wensday S, Jordan K. Johnson, Oliver Peterhof | 4:07     |  |
| 3.                     | «Still Standing»         | Lindy Robbins, Jason Evigan, Maureen "Mozella" McDonald                                        | 3:20     |  |
| 4.                     | «Got Me Started»         | Evigan, Noonie Bao, Daniel Traynor                                                             | 3:31     |  |
| 5.                     | «My Stupid Heart»        | Billy Steinberg, Evigan, Josh Alexander                                                        | 3:38     |  |
| 6.                     | «Don't Cry for Me»       | Evigan, Ross Golan, Ammar Malik, Kevin Snevely                                                 | 4:02     |  |
| 7.                     | «Finders Keepers»        | Anne Preven, Wong, Michael Joseph Green                                                        | 3:12     |  |
| 8.                     | «Handwritten»            | Shelly Peiken, Julia Michaels, David Gamson                                                    | 3:55     |  |
| 9.                     | «Sólo dime tu»           | Reinhart, Justin Johnson, Shields, Wong                                                        | 3:22     |  |
| 10.                    | «Sigo adelante»          | Robbins, Evigan, McDonald                                                                      | 3:20     |  |
| 11.                    | «Si tú te vas»           | Steinberg, Evigan, Josh Alexander                                                              | 3:38     |  |
| 12.                    | «Lo que tu alma escribe» | Peiken, Michaels, Gamson                                                                       | 3:55     |  |
| 43:22                  |                          |                                                                                                |          |  |

| Edición de lujo/Música de Tini: El gran cambio de Violetta (CD 2) |                                        |                                                                    |          |  |
| N.º                                                               | Título                                 | Escritor(es)                                                       | Duración |  |
| 1.                                                                | «Siempre brillarás»                    | Chris DeStefano, James T. Slater, Jessi Alexander                  | 3:00     |  |
| 2.                                                                | «Se escapa tu amor»                    | Richey McCourt, Nick Jarl, Christoffer Lauridsen, Lina Hansson     | 3:40     |  |
| 3.                                                                | «Yo te amo a ti» (con Jorge Blanco)    | Shane Stevens, Thomas Brown, Travis Sayles, Victoria Monet McCants | 3:39     |  |
| 4.                                                                | «Confía en mí»                         | Daniel James, Leah Haywood, Golan                                  | 2:28     |  |
| 5.                                                                | «Born To Shine»                        | DeStefano, Slater, Jessi Alexander                                 | 3:00     |  |
| 6.                                                                | «I Want You» (con Blanco)              | Stevens, Brown, Sayles, McCants                                    | 8:39     |  |
| 7.                                                                | «Light Your Heart» (con Blanco)        | Jess Cates, Jordan Mohilowski, Dan Ostebo                          | 3:33     |  |
| 8.                                                                | «Losing the Love»                      | McCourt, Jarl, Lauridsen & Hansson                                 | 3:41     |  |
| 9.                                                                | «Siempre brillarás» (versión acústica) | DeStefano, Slater, Jessi Alexander                                 | 1:34     |  |
| 28:14                                                             |                                        |                                                                    |          |  |

| Edición española |                                              |                                      |          |  |
| N.º              | Título                                       | Escritor(es)                         | Duración |  |
| 1.               | «Sólo dime tu»                               | Reinhart Justin Johnson Shields Wong | 3:22     |  |
| 2.               | «Sigo adelante»                              | Robbins Evigan McDonald              | 3:20     |  |
| 3.               | «Si tú te vas»                               | Steinberg Evigan Josh Alexander      | 3:38     |  |
| 4.               | «Lo que tu alma escribe»                     | Peiken Michaels Gamson               | 3:55     |  |
| 5.               | «Siempre Brillarás»                          | DeStefano Slater Jessi Alexander     | 3:00     |  |
| 6.               | «Se escapa tu amor»                          | McCourt Jarl Lauridsen Hansson       | 3:40     |  |
| 7.               | «Yo te amo a ti» (con Jorge Blanco)          | Stevens Brown Sayles McCants         | 3:39     |  |
| 8.               | «Confía en mí»                               | James Haywood Golan                  | 2:28     |  |
| 9.               | «Siempre brillarás» (versión acústica)       | DeStefano Slater Jessi Alexander     | 1:34     |  |
| 10.              | «Siempre brillarás» (versión español/inglés) | DeStefano Slater Jessi Alexander     | 3:00     |  |
| 31:36            |                                              |                                      |          |  |

## Posicionamiento en listas

### Semanales
| Listas (2016)                 | Mejor posición |
| ----------------------------- | -------------- |
| Alemania (Offizielle Top 100) | 6              |
| Argentina (CAPIF)             | 1              |
| Austria (Ö3 Austria)          | 3              |
| Bélgica (Ultratop Flanders)   | 17             |
| Bélgica (Ultratop Wallonia)   | 25             |
| España (PROMUSICAE)           | 12             |
| Francia (SNEP)                | 13             |
| Países Bajos (MegaCharts)     | 44             |
| Hungría (MAHASZ)              | 11             |
| Italia (FIMI)                 | 6              |
| Polonia (ZPAV)                | 9              |
| Portugal (AFP)                | 21             |
| Suiza (Schweizer Hitparade)   | 37             |

### Listas anuales
| Listas (2016)                 | Mejor posición |
| ----------------------------- | -------------- |
| Alemania (Offizielle Top 100) | 84             |
| Francia (SNEP)                | 175            |

## Certificaciones
| País    | Organismo certificador | Certificación | Ventas | Ref.   |
| ------- | ---------------------- | ------------- | ------ | ------ |
| Austria | IFPI Austria           |               | 10500  | [ 23 ] |
| Polonia | ZPAV                   |               | 10 000 | [ 24 ] |